# Trupanea omphale
Trupanea omphale
 es una especie de insecto díptero que Erich Martin Hering describió científicamente por primera vez en el año 1936.
Esta especie pertenece al género Trupanea de la familia Tephritidae.